# Brauer-groep
In de abstracte algebra, een deelgebied van de wiskunde, is de Brauer-groep ontstaan uit een poging om de delingsalgebra's over een lichaam (Ned) / veld (Be) {\displaystyle K} te classificeren. Een Brauer-groep is een abelse groep met elementen die equivalentieklassen van Azumaya-algebra's zijn, eindig-dimensionale enkelvoudige delingsalgebra's over {\displaystyle K}, zodanig dat het centrum precies {\displaystyle K} is. De Brauer-groep is naar de Duitse wiskundige Richard Brauer genoemd.